# Лаврёнов, Иван Ананьевич
Иван Ананьевич Лаврёнов — советский военный, государственный и политический деятель, генерал-лейтенант.

## Биография
Родился в 1912 году в Смоленской губернии. Член КПСС с 1932 года.
С 1928 года — на военной службе, общественной и политической работе. В 1928—1966 гг. — ученик токаря, токарь 1-го Государственного часового завода, инструктор Управления кадров ЦК ВКП (б), участник Великой Отечественной войны, старший инструктор политотдела армии, военный комиссар и начальник отдела кадров армии, военный комиссар и заместитель командира авиационного полка по политической части, начальник Управления кадров Главного политического управления гражданского воздушного флота при Совете Народных Комиссаров СССР, начальник политотдела авиационной дивизии Московского военного округа, начальник политотдела Научно-исследовательского института ВВС, член военного совета — начальник политотдела воздушной армии Киевского военного округа, заместитель начальника управления политических органов ВВС Главного политического управления Советской Армии и Военно-Морского Флота, заместитель начальника управления политических органов Ракетных войск стратегического назначения Главного политического управления СА и ВМФ, член Военного совета — начальник Политического управления Ракетных войск стратегического назначения
Избирался депутатом Верховного Совета СССР 7-го созыва.
Умер в Москве в 1966 году.